# Chamical
Chamical è una città dell'Argentina, appartenente alla provincia di La Rioja, situata a 140 km dal capoluogo provinciale.